# Домпе (підрозділ окружного секретаріату)
Підрозділ окружного секретаріату Домпе — підрозділ окружного секретаріату округу Гампаха, Західна провінція, Шрі-Ланка. Головне місто — Домпе. Складається з 123 Грама Ніладхарі.

## Демографія
| Кількість Грама Ніладхарі | Площа (км2) | Населення (2012) | Населення (2012) | Населення (2012)  | Населення (2012) | Населення (2012) | Населення (2012) | Густота населення (/км2) |
| Кількість Грама Ніладхарі | Площа (км2) | Сингали          | Ларакалла        | Ланкійські таміли | Малайці          | Інші             | Всього           | Густота населення (/км2) |
| ------------------------- | ----------- | ---------------- | ---------------- | ----------------- | ---------------- | ---------------- | ---------------- | ------------------------ |
| 123                       | 202         | 142,42           | 80               | 1,003             | 34               | 334              | 143,871          | 712                      |